# Computing
Computing, parfois appelé Computing (Vienna/New York) est une  revue scientifique à comité de lecture mensuelle qui couvre tous les domaines de l'informatique ; elle est publiée par Springer.

## Description
Computing publie des articles originaux, de courtes communications et des articles de synthèse sur tous les domaines de l'informatique. Les contributions peuvent être de nature théorique ou appliquée. La revue contient de nombreux numéros thématiques, fréquemment des articles issus de conférences. Les thèmes mis en avant sont :
- Informatique autonome, adaptative et fiable
- Calcul parallèle
- Services informatiques et cloud computing
- Informatique écologique
- Informatique sur internet
- Informatique des processus d'entreprise
- Évolution des logiciels et exploration de données
- Concepts architecturaux pour les systèmes
- Science des réseaux, réseaux sociaux, intelligence collective

La revue a été fondée en 1966. Elle était alors trimestrielle. Elle est mensuelle depuis 2012. Les numéros sont regroupés en un volume annuel. À titre d'illustration, le volume 102 de 2019 comporte près de 1800 pages.

## Résumés et indexation
Les articles sont indexés, et les résumés sont publiés, dans les bases de données usuelles de Springer, et notamment : Digital Bibliography & Library Project, 
Current Contents/Engineering, Computing & Technology, Science Citation Index,  Scopus.
D'après la page de la revue, le facteur d'impact est de 2,044 en 2019. En revanche, il est de 0,56 en 2019 sur SCImago Journal Rank. Pour ce site, la revue est dans le deuxième quartile des revues d'informatique.